# Dawit Estifanos
Dawit Estifanos (Bale, 27 de fevereiro de 1988) é um futebolista profissional etíope que atua como meia.

## Carreira
Dawit Estifanos integrou a Seleção Etíope de Futebol que disputou o Campeonato Africano das Nações de 2013.